# Adam Hanka
Adam Hanka (geboren 1989) ist ein tschechischer Mathematiker und Informatiker. Er ist außerdem Vorsitzender der Partei Volt Tschechien seit deren Registrierung im Jahr 2022 und Spitzenkandidat seiner Partei bei der Europawahl 2024.

## Werdegang
Hanka wurde 1989 geboren. Während seiner Schulzeit lebte er im Alter von 17 Jahren ein Jahr in Brandenburg. Von 2009 bis 2013 studierte er Informatik an der Karlsuniversität und von 2013 bis 2015 studierte er Visual Computing an der Universität des Saarlandes und schloss mit einem Master ab. Nach seinem Abschluss arbeitete Hanka als Softwareentwickler und Forscher in den Bereichen maschinelles Lernen, künstliche Intelligenz, Visual Computing und Computer Vision in einem Start-up und für Avast in Saarbrücken und Prag. Heute ist er Leiter des Daten- und KI-Teams bei einem Venture Builder.

## Politische Arbeit
Im März 2019 trat Hanka Volt Europa bei, um etwas gegen den zunehmenden Populismus in der europäischen Politik zu unternehmen. In Tschechien war er zunächst Mitbegründer von Volt als eingetragenem Verein, den er zusammen mit Karolina Machová leitete, um die Gründung der Partei vorzubereiten, deren Vorsitz er seit der Gründung von Volt Tschechien im Juni 2022 innehat. Bei den Kommunalwahlen 2022 in Prag trat er als Spitzenkandidat für Volt an, wurde aber nicht gewählt. Im November 2023 wählte die Partei Hanka zusammen mit Barbora Hrubá zum Spitzenkandidaten der Partei für die Europawahl. Er steht auf Listenplatz 3 der gemeinsamen Liste mit Senator 21. Hanka wurde im April als Teil der transnationalen Liste von Volt Europa für die Europawahl 2024 gewählt.

## Politische Positionen
Hanka glaubt an eine starke Zivilgesellschaft und ist davon überzeugt, dass eine weitere europäische Integration notwendig ist, um grenzüberschreitende Probleme und die Herausforderungen des 21. Jahrhunderts wie den Klimaschutz, die Digitalisierung der öffentlichen Verwaltung und den Schutz der Menschenrechte zu lösen.

### Digitalpolitik
Hanka sieht in der Entwicklung von künstlicher Intelligenz und Sprachmodellen in Europa einen zentralen Baustein für die Souveränität der europäischen Staaten und betont, wie wichtig es ist, dass diese Modelle den europäischen Werten unterliegen. Um zu gewährleisten, dass KI und Sprachmodelle auf europäischen Werten und Moralvorstellungen aufbauen, muss sichergestellt werden, dass sie auf geeigneten Trainingsdaten basieren. Er betont, dass die ethischen Aspekte bei der Entwicklung dieser Technologie ausreichend berücksichtigt werden müssen. Hanka kritisiert, dass die Europäische Union bisher zu wenig in diesen Bereich investiert hat und schlägt eine europäische Zusammenarbeit nach dem Vorbild des CERN oder der Europäischen Weltraumorganisation vor.

### Sozialpolitik
Hanka befürwortet die gleichgeschlechtliche Ehe und die Einführung eines dritten Geschlechts. Kinder sollten ab dem Grundschul- und Vorschulalter gezielt gefördert werden, um Diskriminierung im Schulsystem aufgrund ihrer Herkunft zu verhindern. Außerdem befürwortet er verstärkte Investitionen in Inklusion, Sozialpsychologen, Schulassistenten und Frühstücksangebote in Schulen, um das Potenzial der Schüler voll auszuschöpfen.

### Europapolitik
Um zu verhindern, dass die Europäische Union von einzelnen Mitgliedstaaten erpresst wird, spricht sich Hanka für die Abschaffung des Vetorechts im Europäischen Rat aus. Außerdem möchte er die EU zu einer föderalen Demokratie weiterentwickeln und befürwortet eine gemeinsame europäische Verteidigungspolitik sowie die Schaffung einer europäischen Armee. Er möchte, dass die Tschechische Republik so schnell wie möglich der Eurozone beitritt.

## Privatleben
Von 2007 bis 2020 arbeitete Hanka ehrenamtlich bei AFS im Bereich Bildung und Gemeinschaftsbildung und war von 2017 bis 2019 Mitglied des nationalen Vorstands in der Tschechischen Republik.